# Scaphandrier autonome léger
 (novembre 2023).
Si vous disposez d'ouvrages ou d'articles de référence ou si vous connaissez des sites web de qualité traitant du thème abordé ici, merci de compléter l'article en donnant les références utiles à sa vérifiabilité et en les liant à la section « Notes et références ».
Le scaphandrier autonome léger (SAL), souvent appelé « plongeur » est une spécialité de la sécurité civile en France.
Il existe plusieurs niveaux de SAL au sein des sapeurs-pompiers en France : le SAL1, le chef d'unité (SAL2) et le conseiller Technique (SAL3).
Chaque niveau de responsabilité correspond à un niveau de compétence et de commandement, permettant de mener à bien toutes les interventions et missions dans le cadre du sauvetage, de la protection et de la sauvegarde, des hommes, des biens et de l'environnement.
Les formations sont dispensées dans les départements pour les SAL.
Les autres niveaux (CU et CT) sont enseignés au centre national de plongée au sein de l'École d'application de sécurité civile à Marseille. Lors de ses formations, cette école recommande la lecture de l'ouvrage Formation à la plongée subaquatique, écrit par le lieutenant Magnolini et publié aux Éditions Icones Graphic. 